# Aleksander Waleriańczyk
Aleksander Waleriańczyk (ur. 1 września 1982 w Krakowie) – polski lekkoatleta, skoczek wzwyż, członek grupy lekkoatletycznej Elite Cafe. Zawodnik Wawelu Kraków.

## Osiągnięcia
Na początku kariery sportowej przez 4 lata trenował pływanie. Lekkoatletyką zainteresował się w 1998 roku, w wieku 16 lat. Początkowo oprócz skoku wzwyż uprawiał też skok w dal.
W 2003 roku w Bydgoszczy zdobył złoty medal podczas młodzieżowych mistrzostw Europy, ustanawiając jednocześnie rezultatem 2,36 m rekord życiowy oraz poprawiając rekord Polski do lat 23 (dotychczasowy należał do Artura Partyki i wynosił - 2,33). Był to wówczas najlepszy wynik na świecie w całym sezonie, do dziś jest to rekord młodzieżowych mistrzostw Europy.
W 2005 roku w Izmirze wywalczył złoty medal 23. Letniej Uniwersjady, pokonując w konkursie (wynikiem 2,30 m) m.in. mistrza świata z Helsinek - Jurija Krymarenkę.
W 2007 zajął 3. miejsce w superlidze Pucharze Europy w Monachium (2,24) i zdobył srebrny medal Światowych Igrzysk Wojskowych w Hajdarabadzie (Indie) - 2,26. Startował również w Halowych Mistrzostwach Europy w Lekkoatletyce (Birmingham 2007) gdzie zajął 5. miejsce.

## Rekordy życiowe
- skok wzwyż – 2,36 m (20 lipca 2003, Bydgoszcz) – 2. wynik w historii polskiej lekkoatletyki[2]